# Kumar Kaibarta Gaon
Kumar Kaibarta Gaon is een census town in het district Jorhat van de Indiase staat Assam. 

## Demografie
Volgens de Indiase volkstelling van 2001 wonen er 6345 mensen in Kumar Kaibarta Gaon, waarvan 53% mannelijk en 47% vrouwelijk is. De plaats heeft een alfabetiseringsgraad van 81%. 